# Falls of the Ohio National Wildlife Conservation Area

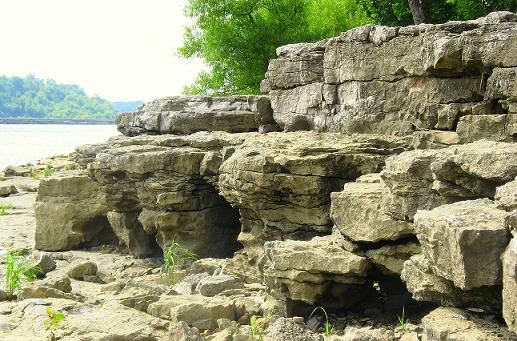
Formations fossiles sur les berges de l'Ohio à Clarksville.

La réserve naturelle des chutes de l'Ohio (Falls of the Ohio National Wildlife Conservation Area) est une zone de protection nationale à cheval sur deux états située sur la rivière Ohio près de Louisville (Kentucky) aux États-Unis. La zone est administrée par le corps du génie de l'armée des États-Unis. 

## Description
La zone est située au niveau des chutes de la rivière Ohio qui empêchèrent longtemps le passage de bateaux à cet endroit de la rivière. Dans le passé, cet endroit peu profond était un lieu de traversée pour les bisons avant l'arrivée des colons européens. Les chutes étaient composées d'un ensemble de rapides formés par l'érosion de la rivière sur des pierres calcaires datant du Dévonien. Il ne s'agissait donc pas d'une chute d'eau en tant que telle à un endroit précis. La ville de Louisville au Kentucky et les localités de Jeffersonville, Clarksville et New Albany doivent en grande partie leurs existences dans ces chutes. À l'origine, leur économie était en effet basée sur le portage des marchandises entre le bas et le haut des chutes. Mais les besoins en transport devenant trop importants, il fut décidé d'y construire un système d'écluses pour que les bateaux puissent franchir le dénivelé.
Le McAlpine Locks and Dam fut donc construit en 1830. Ce système était composé d'écluses et d'un canal qui permettaient de contourner les rapides par le sud. 
En 1990, du côté de l'Indiana, la zone fut transformée en parc d'état et un centre d'interprétation explique toute l'année le phénomène des chutes.

## Géologie
Le nom de la roche locale se nomme Calcaire de Jeffersonville. Vieille d'environ 380 millions d'années, la roche date des périodes géologiques de l'Emsien et de l'Eifelien. À cette époque, l'endroit était situé à environ 10 degrés au nord de l'équateur et faisait partie du supercontinent de Laurussia. C'est pour cette raison qu'on y trouve actuellement de nombreux fossiles de coraux datant de cette époque. La zone est très riche en fossiles mais il est interdit de les ramasser.

## Faune exotique
Le 7 août 2006, un pêcheur souhaitant attraper des poissons chats a attrapé une pieuvre de 60 cm. D'autres animaux exotiques comme des crocodiles et des piranhas y ont également été découverts.[réf. nécessaire]